# Röinge, Hässleholms kommun
Röinge är en stadsdel i östra Hässleholm, tidigare en fristående by. Röinge var tingsplats för Västra Göinge härad under åren 1680 till 1867. Tingsgården finns fortfarande kvar.
Röinge är Hässleholms östligaste stadsdel. Men kommunen planerar sedan 2018 för ny bebyggelse längre österut, vilket Länsstyrelsen har invändningar emot.
I Röinge finns två skolor: Röingeskolan, med förskoleklass och årskurs 1-6, och Röinge gamla skola, en särskola för barn med autism.